# Élection présidentielle américaine de 1992 en Alabama
L'élection présidentielle américaine de 1992 en Alabama a eu lieu le 3 novembre 1992, dans le cadre de l'élection présidentielle américaine de 1992. Les électeurs ont choisi neuf représentants, ou électeurs du Collège électoral, qui ont voté pour le président et le vice-président.
L'Alabama a été remporté par le président sortant George H. W. Bush par 47,65 % contre 40,88 % contre le gouverneur de l'Arkansas Bill Clinton, soit un écart de 6,77 %. Malgré le fait que Clinton était un démocrate originaire du Sud, l'Alabama restait un État républicain fiable. Le dernier démocrate à remporter l'Alabama fut Jimmy Carter en 1976, qui était également un démocrate originaire du Sud. L'homme d'affaires milliardaire Ross Perot a terminé troisième, avec un résultat de 10,85 %.

## Contexte
Dans les années 1980 et 1990, l'Alabama était solidement ancré dans le camp républicain à l’échelle présidentielle. Les politiques conservatrices, notamment en matière d'économie, de fiscalité et de valeurs sociales, trouvaient un écho favorable parmi les électeurs de l'État. Cependant, comme dans d'autres États du Sud, l'Alabama restait marqué par des divisions sociales et raciales qui influençaient les comportements électoraux.

## Primaires
Les primaires ont lieu le 2 juin 1992.

### Parti démocrate
| Inscrits                 | Inscrits                 | Inscrits                 | 2 137 860 |             |  |  |
| Abstentions              | Abstentions              | Abstentions              | 1 686 961 | 78,91 %     |  |  |
| Votants                  | Votants                  | Votants                  | 450 899   | 21,09 %     |  |  |
|                          |                          |                          |           |             |  |  |
| Bulletins enregistrés    | Bulletins enregistrés    | Bulletins enregistrés    | 450 899   |             |  |  |
| Bulletins blancs ou nuls | Bulletins blancs ou nuls | Bulletins blancs ou nuls | 0         | 0 %         |  |  |
| Suffrages exprimés       | Suffrages exprimés       | Suffrages exprimés       | 450 899   | 100 %       |  |  |
|                          |                          |                          |           |             |  |  |
|                          | Candidat                 | Parti                    | Suffrages | Pourcentage |  |  |
|                          | Bill Clinton             | Parti démocrate          | 307 621   | 68,22 %     |  |  |
|                          | Non engagés              | Sans étiquette           | 90 863    | 20,15 %     |  |  |
|                          | Jerry Brown              | Parti démocrate          | 30 626    | 6,79 %      |  |  |
|                          | Charles Woods            | Parti démocrate          | 15 247    | 3,38 %      |  |  |
|                          | Lyndon LaRouche          | Parti démocrate          | 6 542     | 1,45 %      |  |  |

### Parti républicain
| Inscrits                 | Inscrits                 | Inscrits                 | 2 137 860 |             |  |  |
| Abstentions              | Abstentions              | Abstentions              | 1 972 739 | 92,28 %     |  |  |
| Votants                  | Votants                  | Votants                  | 165 121   | 7,72 %      |  |  |
|                          |                          |                          |           |             |  |  |
| Bulletins enregistrés    | Bulletins enregistrés    | Bulletins enregistrés    | 165 121   |             |  |  |
| Bulletins blancs ou nuls | Bulletins blancs ou nuls | Bulletins blancs ou nuls | 0         | 0 %         |  |  |
| Suffrages exprimés       | Suffrages exprimés       | Suffrages exprimés       | 165 121   | 100 %       |  |  |
|                          |                          |                          |           |             |  |  |
|                          | Candidat                 | Parti                    | Suffrages | Pourcentage |  |  |
|                          | George H. W. Bush        | Parti républicain        | 122 703   | 74,31 %     |  |  |
|                          | Non engagés              | Sans étiquette           | 29 830    | 18,07 %     |  |  |
|                          | Pat Buchanan             | Parti républicain        | 12 588    | 7,62 %      |  |  |

## Résultats
Malgré une baisse de soutien par rapport à 1988, Bush a conservé l'Alabama, grâce à l’adhésion des électeurs ruraux et suburbains à sa plateforme conservatrice. Clinton a toutefois réalisé une performance respectable, témoignant de sa capacité à regagner du terrain dans certains bastions démocrates historiques.
| Inscrits                 | Inscrits                 | Inscrits                 | 2 210 617 |             |  |  |
| Abstentions              | Abstentions              | Abstentions              | 522 557   | 23,64 %     |  |  |
| Votants                  | Votants                  | Votants                  | 1 688 060 | 76,36 %     |  |  |
|                          |                          |                          |           |             |  |  |
| Bulletins enregistrés    | Bulletins enregistrés    | Bulletins enregistrés    | 1 688 060 |             |  |  |
| Bulletins blancs ou nuls | Bulletins blancs ou nuls | Bulletins blancs ou nuls | 0         | 0 %         |  |  |
| Suffrages exprimés       | Suffrages exprimés       | Suffrages exprimés       | 1 688 060 | 100 %       |  |  |
|                          |                          |                          |           |             |  |  |
|                          | Candidat                 | Parti                    | Suffrages | Pourcentage |  |  |
|                          | George H. W. Bush        | Parti républicain        | 804 283   | 47,65 %     |  |  |
|                          | Bill Clinton             | Parti démocrate          | 690 080   | 40,88 %     |  |  |
|                          | Ross Perot               | Sans étiquette           | 183 109   | 10,85 %     |  |  |
|                          | Andre Marrou (en)        | Parti libertarien        | 5 737     | 0,34 %      |  |  |
|                          | Autres candidats         | -                        | 4 851     | 0,29 %      |  |  |

## Analyse
La récession économique a pesé sur le soutien à Bush, mais l'Alabama, moins industrialisé que d’autres États, a été relativement épargné par certaines des pires conséquences économiques.
Bien que Perot ait capté plus de 18 % des voix au niveau national, son impact a été plus faible en Alabama, où les électeurs conservateurs se sont majoritairement tournés vers Bush.
Les zones urbaines comme Birmingham et Montgomery ont montré un soutien croissant pour Clinton, tandis que les zones rurales et les banlieues sont restées fidèles aux républicains.